# Peter Michael
Peter Michael (ur. 9 maja 1989 w Wellington) – nowozelandzki łyżwiarz szybki, dwukrotny medalista mistrzostw świata.
Największy sukces w karierze osiągnął w 2017 roku, kiedy wspólnie z Shane’em Dobbinem i Reyonem Kayem zdobył srebrny medal w biegu drużynowym podczas dystansowych mistrzostw świata w Gangneung. Na tej samej imprezie zajął też trzecie miejsce w biegu na 5000 m, przegrywając tylko z dwoma Holendrami: Svenem Kramerem i Jorritem Bergsmą. Był też między innymi szósty w starcie masowym na dystansowych mistrzostwach świata w Heerenveen w 2015 roku i biegu na 5000 m podczas rozgrywanych rok później dystansowych mistrzostw świata w Kołomnie. Na podium zawodów Pucharu Świata po raz pierwszy stanął 12 listopada 2016 roku w Harbinie, gdzie zwyciężył w starcie masowym. W zawodach tych wyprzedził Japończyka Ryōsuke Tsuchiyę i Jordana Belchosa z Kanady. W sezonie 2016/2017 zajął trzecie miejsce w klasyfikacji końcowej 5000/10 000 m, plasując się za Jorritem Bergsmą i Tedem-Janem Bloemenem z Kanady.
Uprawia sport także jako wrotkarz. W 2017 roku wziął udział w World Games 2017, gdzie w wyścigu wrotkarskim na 15,000 metrów zdobył brązowy medal.